# George Gissing

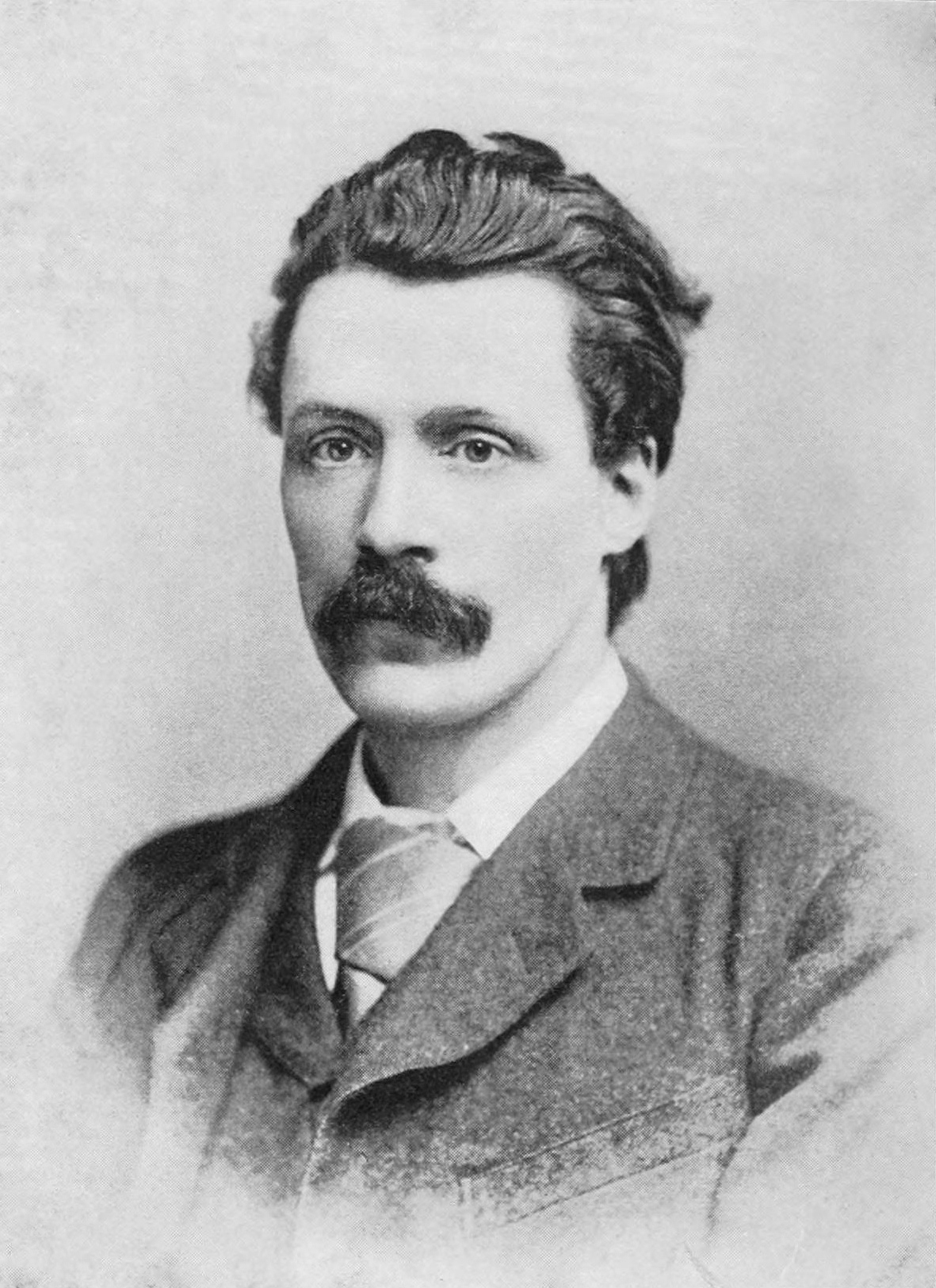
George Robert Gissing

George Robert Gissing (ur. 22 listopada 1857, zm. 28 grudnia 1903) – pisarz angielski.
Reprezentował nurt naturalizmu w angielskiej literaturze. Ukazywał niszczące konsekwencje biedy – samotność i demoralizację. Był autorem powieści The Nether World (1899) z życia slumsów i New Grub Street (1891) o środowisku artystyczno-literackim.